# 龟足
龟足（學名：Capitulum mitella），又称石蜐，俗稱：烏龜腳、龟足茗荷、佛手贝、日本鹅藤壶、狗爪螺，是指茗荷科龜足屬的唯一一個種，通常生活在印度洋-太平洋海域的岩石海岸上。

## 描述
龟足有一个很短而坚韧的柄用以支持自身上部区域或者甲壳部分，整个身体达到 5 cm（2英寸） 长。龟足的柄肌肉发达，可收缩，表面覆盖着细小的鳞片。龟足的甲壳由八个大的护套鳞保护，并且在甲壳和柄的关节周围环绕着约二十个微小的鳞片。在这些鳞片内部是一个空腔，空腔中包含着龟足的头部和胸部及其附属物。

## 分布和栖息地
龜足在東亞一帶，北至日本北海道西南方，至西到中國東海、南海，至南到馬來群島等地，皆有分布。往往被发现附着在潮间带下部的岩石或其縫隙之間，又或是於其他光滑的岩石表面上与其他个体一起挤在裂缝和凹槽中。龜足经常出现在相同的位置并且与它一起生长，并且原始的藤壶种类Ibla cumingi可以在体型较大的龟足的甲壳之间或着之上生长。

## 生物学
在水下时，龟足延伸其五对后胸腿并将其像网一样展开。它使用前面的一对腿来操纵它捕获的物体并将它们移动到嘴里。它的饮食主要由浮游动物组成。
龟足是同时雌雄同体的动物。每个藤壶都能够通过长而细的管子传送精子，并在其地幔腔内孵化自己的卵子，从而使附近的其他个体受精。当卵孵化时，幼虫被释放到海里。他们有六个无节奏周期，在此阶段进行食物储备，其中有一个非进食的cyprid阶段用以寻找适当的硬表面来定居。它然后固定到位，经历变态发育并变成无柄的少年个体。
在香港港口，这个藤壶可以在桩上生长，它通常有一个生活在幔腔内的nemertean蠕虫（Nemertopsis quadripunctatus），并以那里的卵为食。这种蠕虫长8厘米（3英寸），但直径只有1毫米（0.04英寸）。

## 用途

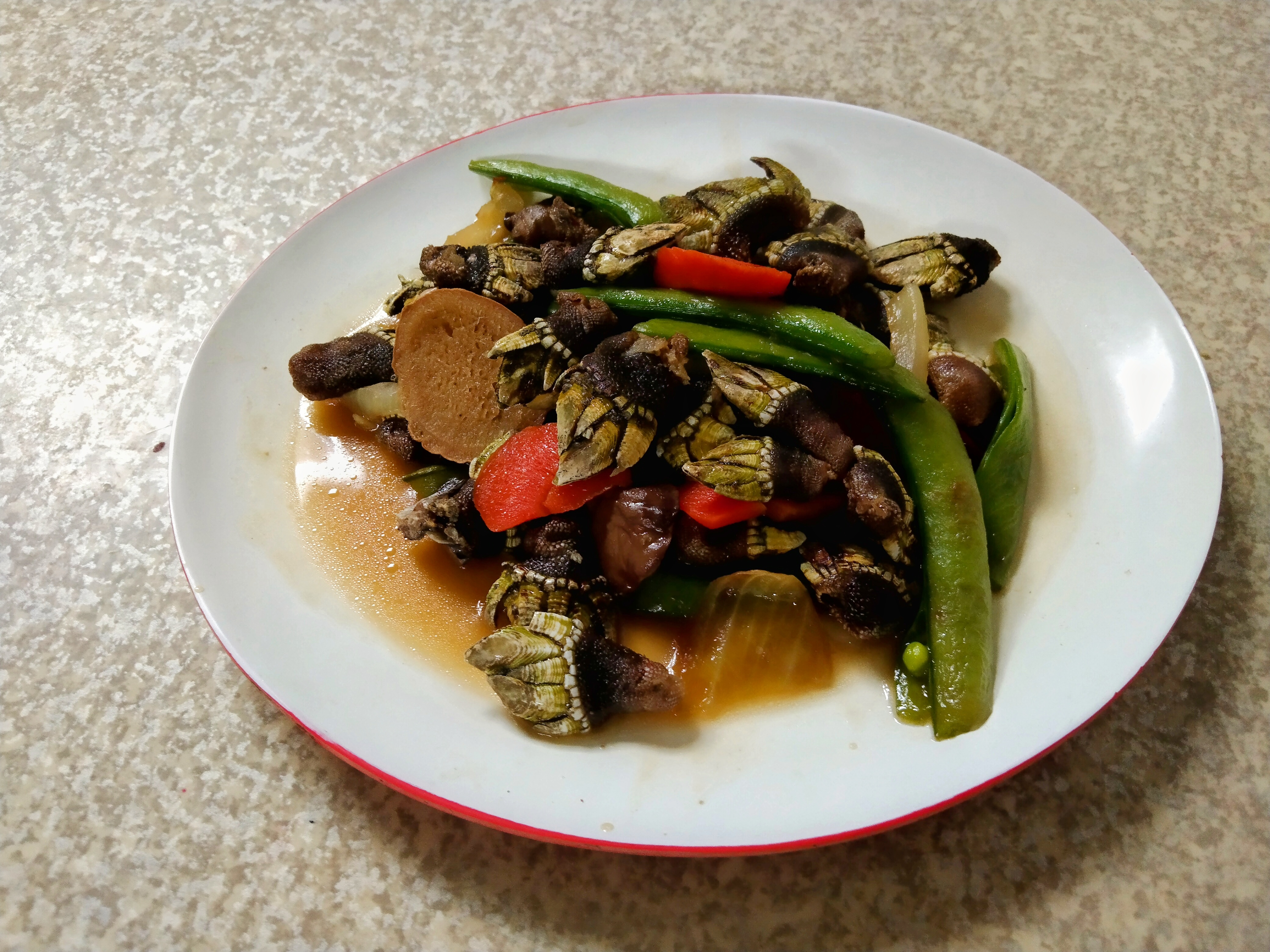
炒龜足（佛手）料理，馬祖北竿

龟足是被集中商业化的并被人类食用的十几种鹅颈藤壶中的一种。这些鹅颈藤壶是中国大陸、台湾馬祖列島、韩国和日本、西班牙的奢侈食品。